# Ningishzida
Ningishzida est une divinité mésopotamienne. Son nom qui signifie en sumérien « Seigneur de l'arbre fiable » permet de l’identifier comme un dieu de la végétation et de la fertilité. Dieu mourant dont la mort et la renaissance sont rattachées au cycle des saisons, ses attributions sont proches de celles de dieux comme Dumuzi ou Damu. Sa qualité de dieu chthonien est également confirmée par le fait qu'il est souvent défini comme un dieu proche des serpents et des dragons.
Il est tout d'abord vénéré à Gishbanda jusqu'à la Troisième dynastie d'Ur. Son centre religieux est alors déplacé à Ur où apparaissent plusieurs temples ou chapelles lui étant dédiés. Mais peu avant, le prince Gudea de Lagash en fait son dieu protecteur personnel, en réorganise le culte et construit un temple lui étant dédié à Girsu, la capitale religieuse de Lagash. À partir de la Période paléo-babylonienne, Ningishzida perd petit à petit ses attributions et est intégré dans la hiérarchie des dieux dirigeants des Enfers en tant que Porte-trône ou Chambellan des Enfers.
Du point de vue de la parenté divine, il est le fils du dieu Ninazu et de la déesse Ningirida. Traditionnellement, l'épouse de Ningishzida est Ninazimu'a sauf à Lagash où Gudea fait de Geshtinanna la parèdre du dieu, elle aussi une divinité agraire. Selon les sources, son animal-symbole est le dragon Mušhuššu ou le dragon-bashmu, une sorte de serpent à cornes. Il est également associé à la constellation de l'Hydre.

## Sources
Les premières mentions de Ningishzida sont attestées pour la période des dynasties archaïques (2900 - 2340 av. J.-C.) à Fara et dans les documents d'un temple d'Abu Salabikh,. Il fait également partie des trois listes des dieux des Enfers : la Mort d'Ur-Nammu, un texte qui narre l'arrivée aux Enfers d'un roi ayant régné de 2112 à 2095 av. J.-C., La mort de Gilgamesh rédigée en sumérien peu après la Troisième dynastie d'Ur et les Élégies du Musée Pouchkine,. On retrouve Ningishzida dans plusieurs lamentations qui datent de la Période paléo-babylonienne comme Le voyage de Ningishzida aux Enfers ou encore les Lamentations pour Damu où son nom jouxte celui du dieu Damu. Ningishzida apparaît aussi dans la Légende d'Adapa auprès de Dumuzi à l'entrée du palais d'Anu.

## La famille de Ningishzida
Élevé dans l'Apsû, Ningishzida est le fils du dieu Ninazu et de la déesse Ningirida. Le prince Gudea (2141 à 2122 av. J.-C.) l’appelle « descendant de An » ce qui fait d'Enlil son grand-père. La liste AN = Anum indique qu'il a deux sœurs qui lui sont inférieures : Ama-TUR-ma et Labar-TUR-ma. Un mythe qui concerne Ningishzida datant de la période paléo-baylonienne fait intervenir les deux déesses mais seul le nom de l'une d'entre elles est lisible : Ama-silam-na, il s'agit de l'Ama-TUR-ma de la liste AN = Anum, mais le nom qui lui est attribué par celle-ci semble être une malversation.
Traditionnellement, l'épouse de Ningishzida est Ninazimu'a, « La dame qui laisse croître le bon jus ». Mais, le prince Gudea (gouverneur de la cité-État de Lagash, de 2141 à 2122 av. J.-C.), en faisant de Ningishzida l'un de ses dieux personnels, attribue à Geshtinanna le rôle d'épouse de ce dernier et écarte donc Ninazimu'a de sa place d'épouse du dieu. Cependant, Gudea donne à Geshtianna l'épithète de nin-a-izi-mú-a et qui signifie « La reine qui laisse croître l'eau et le feu », ce qui fait manifestement référence à l'épouse traditionnelle de Ningishzida. Dès le début de la Troisième dynastie d'Ur et en dehors de Lagash, les deux déesses reprennent chacune leur chemin respectif : Ninazimu'a redevient l'épouse de Ningishzida et Geshtinanna la sœur de Dumuzi. Il est à noter que quelques sources sumériennes font de Geshtinanna la sœur de Ningishzida, mais cette filiation semble être le résultat du rapprochement des deux divinités mourantes que sont Ningishzida et Dumuzi,.
Toujours d'après la liste AN = Anum, plusieurs dieux gravitent autour de Ningishzida. Parmi ceux-ci, le dieu Alla, son vizir, représenté comme un dieu chauve, imberbe et sans cornes dont une statue se trouvait probablement dans la salle de réception du palais du prince Gudea. Son équivalent akkadien est Ipahum (vipère). Le dieu Alla apparaît souvent en compagnie de Luggal-Shudde, probablement le messager de Ningishzida. Les deux dieux dont les attributions sont encore inconnues, sont vénérés à Gishbanda la cité dont Ningishzida est tutélaire. La liste fait également état d'autres dieux mineurs qui intègrent la cour de Ningishzida : Lugal-kissuna, « Seigneur de la Porte » (un des titres du dieu Nergal), Namshudu un dieu du travail de la terre et, plus tard, un démon de la nature et de « la pluie qui fait fleurir le petit arbre » et un démon des insectes.

## Attributs et fonctions
Il existe de nombreuses preuves contradictoires à propos des attributs divins de Ningishzida car il est repris, illustré et décrit dans des sources réparties sur plus de deux millénaires. Ceci rend difficile — sinon, impossible — toute tentative d'harmonisation de son histoire et de ses caractéristiques. Toutes ses attributions sont bien attestées par des sources fiables mais celles-ci sont rarement complémentaires. Si, par exemple, une racine d'arbre évoque bien la forme d'un serpent et qu'arbre et serpent se situent tous deux sous le sol, il est possible d'attribuer à Ningiszida les caractéristiques d'un dieu chthonien parce qu'il est décrit comme un dieu-serpent, mais il n'est pas forcément possible d'en faire une divinité unique fusionnant, partout et dans toute l'histoire de la Mésopotamie, toutes les caractéristiques des arbres, des serpents, des Enfers, d'un guerrier et d'un dieu pacifique.

### Un dieu serpent

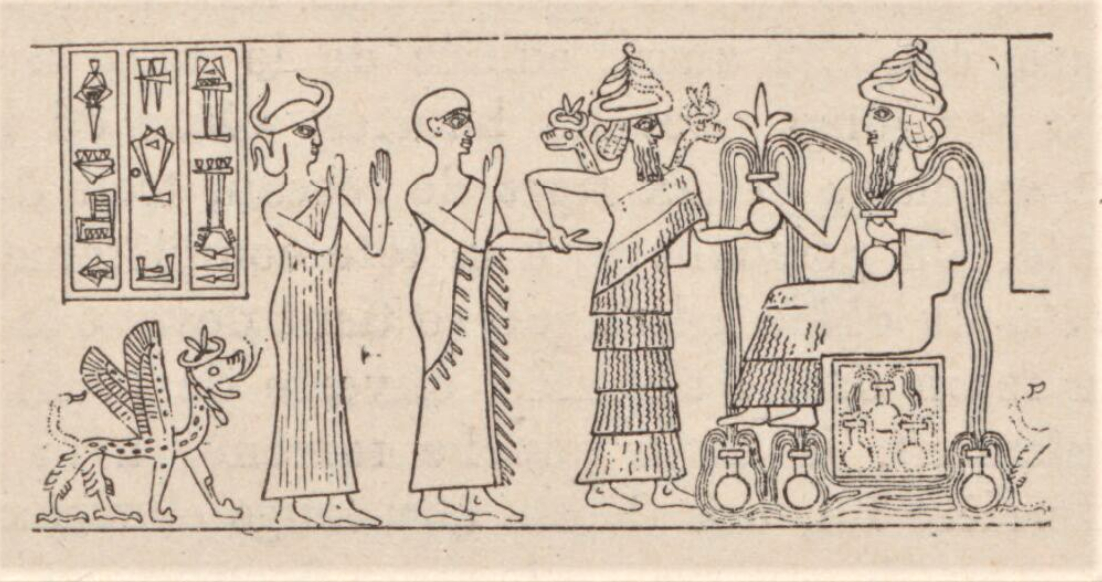
Copie de l'empreinte du sceau-cylindre de Gudea de Lagash : Gudea (l'homme chauve au centre) est conduit par le dieu Ningishzida, reconnaissable par les serpents à cornes représentés au-dessus de ses épaules, auprès d'un dieu sur un trône (sans doute Ningirsu).

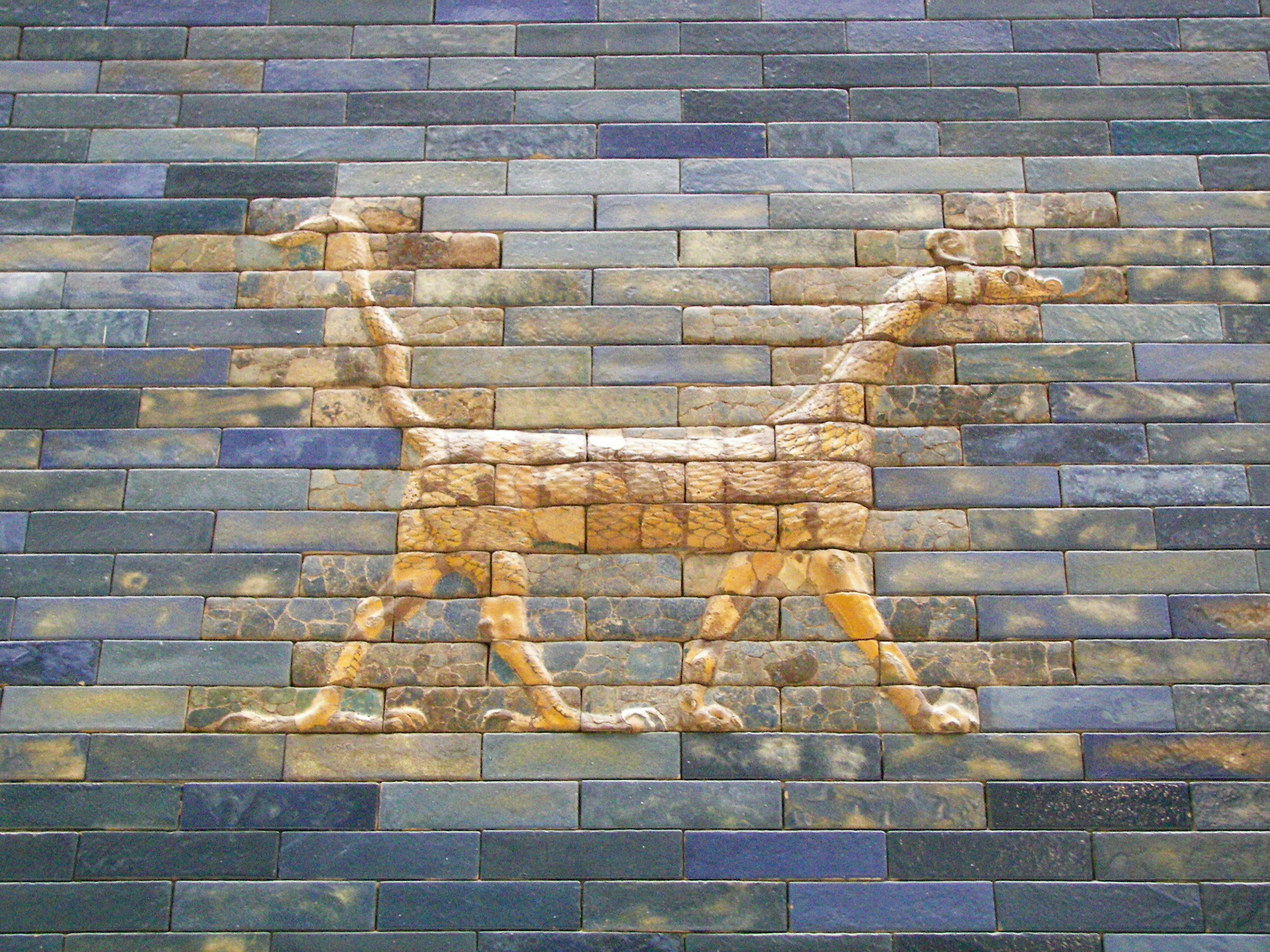
Un Mušhuššu, détail de la Porte d'Ishtar, Babylone, VIIe s. av. J.-C. Musée de Pergame - Berlin

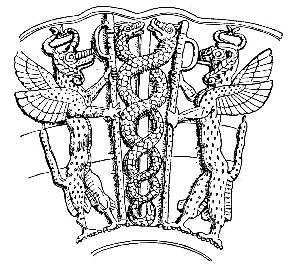
Détail du Gobelet à libation de Gudea, voué à Ningishzida. -2150. Ningishzida est symbolisé par un serpent venimeux à corne parfois représenté sur les épaules du dieu.

Une liste de dieux de Fara (la période des dynasties archaïques - 2900 - 2340 av. J.-C.) place Ningishzida parmi les proches d'un dieu serpent, Ninpesh, et en fait de manière générale un dieu chthonien. Ningishzida est associé au dragon Bashmu et, comme son père Ninazu, au dragon Mušhuššu. Plus tardivement, il est associé à la constellation de l'Hydre (l'équivalent de Bashmu d'après la table Mul Apin) et au dieu serpent Nirah/Iran,. Des hymnes sumériens de la Période paléo-babylonienne font référence à Ningishzida accompagné des épithètes relatifs aux dragons mush-mah, mush-ush et ushumgal— ce dernier est, par ailleurs, déjà associé à Dumuzi. Un texte trouvé à Lagash qui date d'un peu avant la Troisième dynastie d'Ur l'associe à un dragon encore inconnu mush-GA.LI.
Plusieurs autres preuves moins textuelles de relations établies entre Ningishzida et les dragons — dont un sceau-cylindre sur lequel figure un dragon sans ailes et l'inscription « Passeur de Ningishzida » — ont été trouvées à Lagash et correspondent aux environs de la Troisième Dynastie d'Ur. L'exemple le plus connu est le gobelet à libation en stéatite orné de deux serpents enchevêtrés que lui dédie Gudea et exposé au musée du Louvre,.

### Un dieu de la végétation
Le nom de Ningshzida qui signifie le « Seigneur de l'arbre fiable » (ou de l'arbre de vérité) ou « Le seigneur qui rend l'arbre fiable » permet de l’identifier comme un dieu de la végétation et de la fertilité. Cette appartenance au monde végétal se révèle également par la cité dont il est tutélaire : Gishbanda dont le nom signifie « Jeune arbre ». Ningishzida apporte également nourriture et boissons au bétail. Il porte des épithètes comme « celui qui excelle en agriculture », « seigneur des prés et des champs » ou encore, dans les Hymnes aux temples, « lieu champêtre impressionnant », lui donnant un caractère résolument rural,,.
La vie et la naissance du bétail sont aussi dans ses attributions : dans un Hymne à Ninazu qui date des dynasties archaïques, Ningishzida est assimilé aux bestiaux et, bien plus tard, dans la Mort d'Ur-Nammu, le roi entrant dans les enfers offre au dieu des moutons et le qualifie de « berger ». Au regard du nom de Ningishzida, le connectant plutôt aux végétaux, ces associations au monde animal posent encore questions. Elles signifient probablement une ancienne caractéristique du dieu. Caractéristiques qui soulignent toutefois son aspect relatif à la fertilité.
L'assyriologue Georges Roux associe Ningishzida aux dattiers, arbre dont l'agriculture est principale dans le sud mésopotamien. Par aillieurs, la filiation du dieu avec sa sœur Geshtinanna — déesse des vignes — pousse les historiens Dina Katz et Frans Wiggermann à penser que l'arbre auquel son nom fait référence peut-être un pied de vigne,. Cependant l'assimilation du dieu avec la vigne est encore l'objet de discussions : Gishbanda, la cité dont Ningishzida est tutélaire — et qui signifie « petit arbre » — indique par le type de flore que son nom désigne qu'elle est située au sud de la Mésopotamie et Ninghshizida possède des caractéristiques très proches d'autres dieux originaires du sud. Or dans cette région, le raisin ne pousse que très difficilement, ce qui pourrait-être l'indication que l'origine du culte de Ningishzida se situerait ailleurs que dans les plaines du sud. Mais tant que la localisation de Gishbanda n'est pas connue, la question n'aura pas de réponse définitive. Cependant, Georges Roux indique que, dans le sud de la Mésopotamie, la vigne pousse à l'ombre des dattiers, ce qui pourrait en même temps expliquer que le prince Gudea ait préféré Geshtinanna comme épouse de Ningishzida.
Quoi qu'il en soit Ningishzida est également attaché aux boissons alcoolisées comme le vin, la bière et l'alcool de dattes. Plusieurs offrandes à « Ningishzida de la cave à vin » ou à Ningishzida « seigneur des aubergistes » sont attestées à partir de la Troisième dynastie d'Ur.

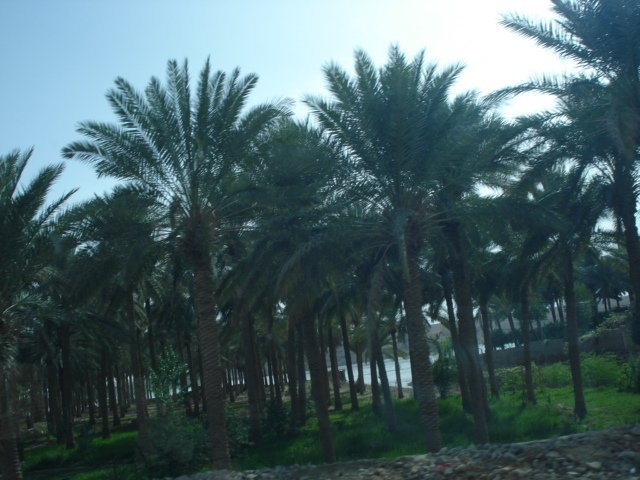
Dattiers près de l'Euphrate dans la région de Bagdad (Irak).

Dans le Mythe d'Adapa, Ninghishzida est souvent présenté comme le gardien du palais d'Anu au côté du dieu Dumuzi et il semble étrange que deux dieux chthoniens se trouvent dans le ciel d'Anu. Mais, Georges Roux remarque que rien dans le mythe n'indique que Ninghishzida et Dumuzi sont des gardiens : ils sont là en qualité de dieux des dattiers. Au début du mythe, Adapa brise les ailes du vent du sud, ce qui met Anu — dieu du ciel, de la végétation et de la pluie — en colère. Aussitôt, celui-ci ordonne à Adapa de comparaître devant lui. Enki donne à Adapa plusieurs recommandations parmi lesquelles celle de se revêtir d'habits de deuil. Il avertit également Adapa que Ninghishzida et Dumuzi « à la porte d'Anu se tiendront ».
Mais le vent du sud dont Adapa a brisé les ailes est un vent annuel bien connu des mésopotamiens : le sûtu. Chaud, humide et désagréable, ce vent d'une force redoutable entraîne inconfort, tempêtes et favorise parfois les maladies. Mais il amène aussi les pluies et fait fructifier les dattiers. Sans lui, aucun fruit ne se développe ni ne mûrit sur l'arbre. Et donc, pour l'assyriologue Georges Roux, il est tout à fait normal qu'Adapa, en route vers le palais d'Anu rencontre sur son chemin Ningishzida et Dumuzi forts contrariés par l'absence du vent bénéfique aux dattiers dont ils sont les protecteurs. Adapa, en habits de funérailles annonce qu'il est en deuil parce-que « deux dieux ont disparu dans le pays » et présente ainsi indirectement ses regrets aux deux dieux fâchés. Il reconnaît également leur double nature de dieux des dattiers et de dieux mourants,.

### Un dieu mourant
Ningishzida est également assimilé au groupe des dieux qui meurent et renaissent en relation avec la mort de la végétation pendant la saison torride et la réapparition de celle-ci au printemps, moment où le dieu « perce la terre comme une herbe fraîche ». Cet aspect de la personnalité de Ningishzida est confirmé par la présence du dieu dans de nombreuses lamentations dont le propos est la mort et la renaissance reliées aux cycles des saisons et à la fertilité. C'est le cas des lamentations écrites en sumérien Ninghiszida et Ninazimua où le dieu meurt sans raison malgré les tentatives de sa femme Ninazimua pour empêcher les démons de l'emmener aux Enfers. C'est aussi le cas des Lamentations pour Damu, un texte de l’Époque paléo-babylonienne retrouvé dans les ruines de Nippur qui associe Ningishzida aux côtés de Damu leur attribuant à tous deux les caractéristiques des dieux mourants. Mais, à cette époque, il est possible que le nom de Ningishzida soit rajouté postérieurement à la première écriture du texte. Dans un autre texte de lamentations écrit en sumérien que Thorkild Jacobsen traduit en anglais par In the desert by the early grass (« Dans la plaine des premières herbes »), Ningishzida est également emmené aux Enfers et pleuré aux côtés de Damu, de Dumuzi et d'autres dieux. Ceux-ci sont, par ailleurs, définis dans la liste des dieux An-Anum, ce qui permet de les classer tous dans la même catégorie des dieux mourants,.

### Un dieu guerrier
Au cours de la Période paléo-babylonienne, son aspect de dieu mourant de la végétation laisse petit à petit la place à une fonction plus spécifique de dieu infernal. Plusieurs incantations et la Première Élégie du Musée Pouchkine le font apparaître aux côtés de Pétu, le portier des Enfers. Pendant cette même période, la lamentation de la Mort d'Ur-Nammu le décrit comme « jeune héros » ou « guerrier » accueillant le roi Ur-Nammu à son entrée dans le monde des morts. Comme son père, il apparaît ici comme « le héros siégeant au côté droit du roi », un « guerrier apportant la victoire ». Plusieurs textes d'exorcismes et de lamentations le font également apparaître comme « punisseur des âmes errantes »,.
Également écrit pendant la Période paléo-babylonienne, l’Hymne à Ningishzida décrit le dieu sous trois aspects majeurs : un dieu guerrier, un dieu de la fertilité et un dirigeant des Enfers. Les Hymnes étant principalement réservées aux rois ou aux dieux guerriers, le rédacteur de l’Hymne à Ningishzida cherche sans doute à souligner la bravoure et le courage du dieu de la végétation et le prépare sans doute à son rôle de Porte-trône des Enfers.

### Le Porte-trône des enfers
C'est également pendant la Période paléo-babylonienne, que Ningishzida acquiert un rôle dans la hiérarchie des enfers. Ce changement vers un statut de dieu infernal trouve un sens dans le mythe intitulé le Voyage de Ningishzida aux Enfers où il est appelé « Porte-trône » — Frans Wiggermann utilise le terme « chambellan » — des Enfers. De nombreux passages de ce texte paléo-babylonien rédigé en sumérien sont nettement inspirés des récits typiques aux dieux mourants : Ningishzida, accompagné par les démons, est emmené en bateau vers les Enfers alors que ses sœurs essayent de le sauver. Mais, ici, le récit se termine non pas par une explication du cycle des saisons, mais bien par la nomination de Ningishzida comme « Porte-trône » des Enfers ; le fixant ainsi, au côté de Namtar, déjà vizir des enfers, dans une fonction permanente de rassembleur des âmes errantes, ou encore gouverneur de la « Grande cité » (un des noms donnés aux Enfers mésopotamiens). Il porte ce rôle jusqu' au cours du Ier millénaire av. J.-C., lors des derniers instants de l'histoire de la Mésopotamie.
D'après l'historienne Dina Katz, Ningishzida n'est pas seul à perdre sa fonction de dieu mourant attaché à la végétation et aux cycles des saisons. Le changement de fonction suit un modèle que d'autres dieux similaires connaissent apparemment à la suite de la destruction — dans le courant de la Troisième dynastie d'Ur — des villes dont ces dieux sont tutélaires. Damu de Girsu devient un dieu de la guérison, Dumuzi de Bad-Tibira devient le berger des âmes perdues et Ninazu d'Enegi devient le maître des Enfers mésopotamiens peu avant Ereshkigal. Mais, pour l'historienne, il n'est pas établi que le rôle de Porte-trône soit reconnu dans toute la Mésopotamie : dans deux listes de dieux, l'une d'Ur (La Mort d'Ur-Nammu) et l'autre de Nippur (Gilgamesh et la mort), les positions qu'occupent les deux principaux dieux mourants (Ninghishzida et Dumuzi) sont différentes. Celle de la ville d'Ur où le roi incarne Dumuzi, ce dernier est cité seul en seconde position juste après Ereshkigal alors qu'à Nippur, Ninghishzida est cité avec Dumuzi en sixième position, tous deux en tant que dieux de la fertilité. Cette différence semble indiquer que, dans la ville de Nippur, Ninghishzida n'incarne pas le rôle de Porte-trône mais bien celui de dieu de la fertilité avec Dumuzi.
Contrairement à son père Ninazu, Ningishzida n'est pas un dieu de la guérison; les seules incantations dans lesquelles il intervient sont celles qui concernent ses attributions relatives aux Enfers.

### Le dieu fiable
Le nom de Ningishzida est composé du mot « fiable » (-zi -da). Cela provient du caractère fiable des phénomènes naturels desquels relève Nigishzida. Plusieurs documents de la Période paléo-babylonienne le renseignent comme le « dieu fiable » et son nom ajoute de la « fiabilité » (nig-zi) au document sur lesquels il est apposé. À Ur, il est réputé aimer l'harmonie et réprouver l'agressivité et est également concerné par tout ce qui concerne la protection de la loi et de l'ordre — trait partagé avec d'autres dieux chthoniens comme Ishtaran ou Mushushu — et son temple est utilisé comme « Maison de la justice ».

## Rites et temples

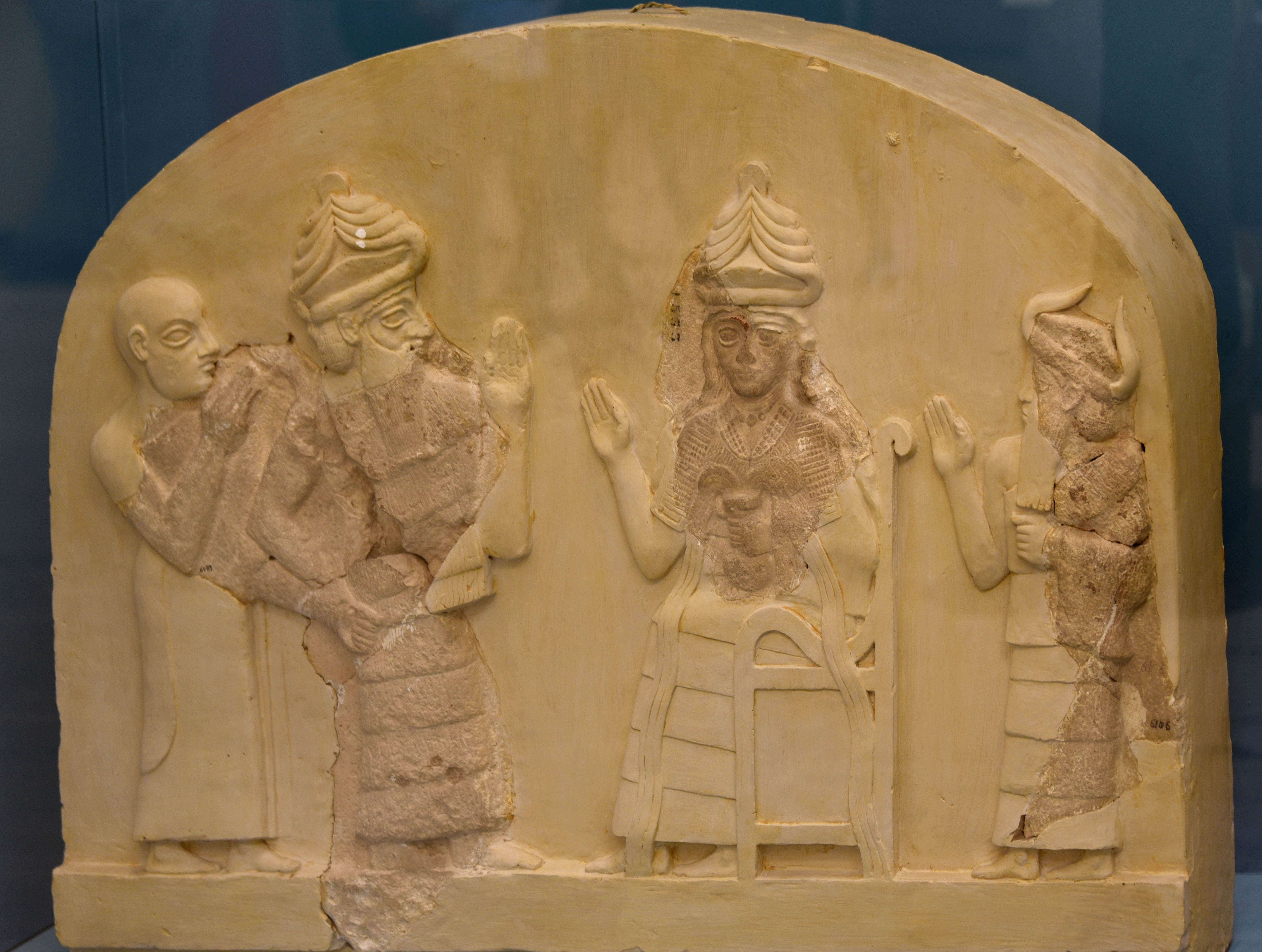
Reconstitution d'une stelle votive représentant probablement Gudea (premier personnage à gauche) présenté par Ninghishzida (second personnage à partir de la gauche) auprès d'une divinité assise sur un trône. Vers -2000 - Musée archéologique d'Istanbul.

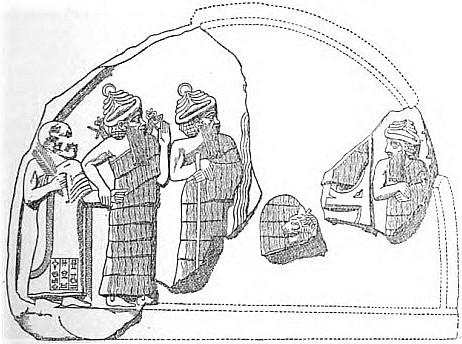
Croquis d'un panneau de calcaire. On peut y voir les serpents qui émanent des épaules de Ningishzida (second personnage à partir de la gauche). - Musée de Pergame, Berlin).

Le temple de Gishbanda comme lieu de culte dédié à Ningishzida est cité dans les Hymnes aux temples sumériens et dans une tablette datant de la période de la Troisième dynastie d'Ur découverte à Drehem,. Il semble que Gishbanda ne soit à l'époque des dynasties archaïques (2900 - 2340 av. J.-C.) qu'un simple village ou, tout au plus, un centre religieux dédié à Ningishzida. Les temples y résonnent le plus souvent de litanies et de lamentation à Ninghishzida mais également à ses courtisans Alla et Lugal-Shudde. Certaines litanies datant de la Période paléo-baylonienne appellent cet endroit « Montagne des lamentations, repos de Ningishzida ». Gishbanda disparaît probablement vers la fin de la Troisième dynastie d'Ur et le culte de Ningishzida est transporté à la Ville d'Ur,.

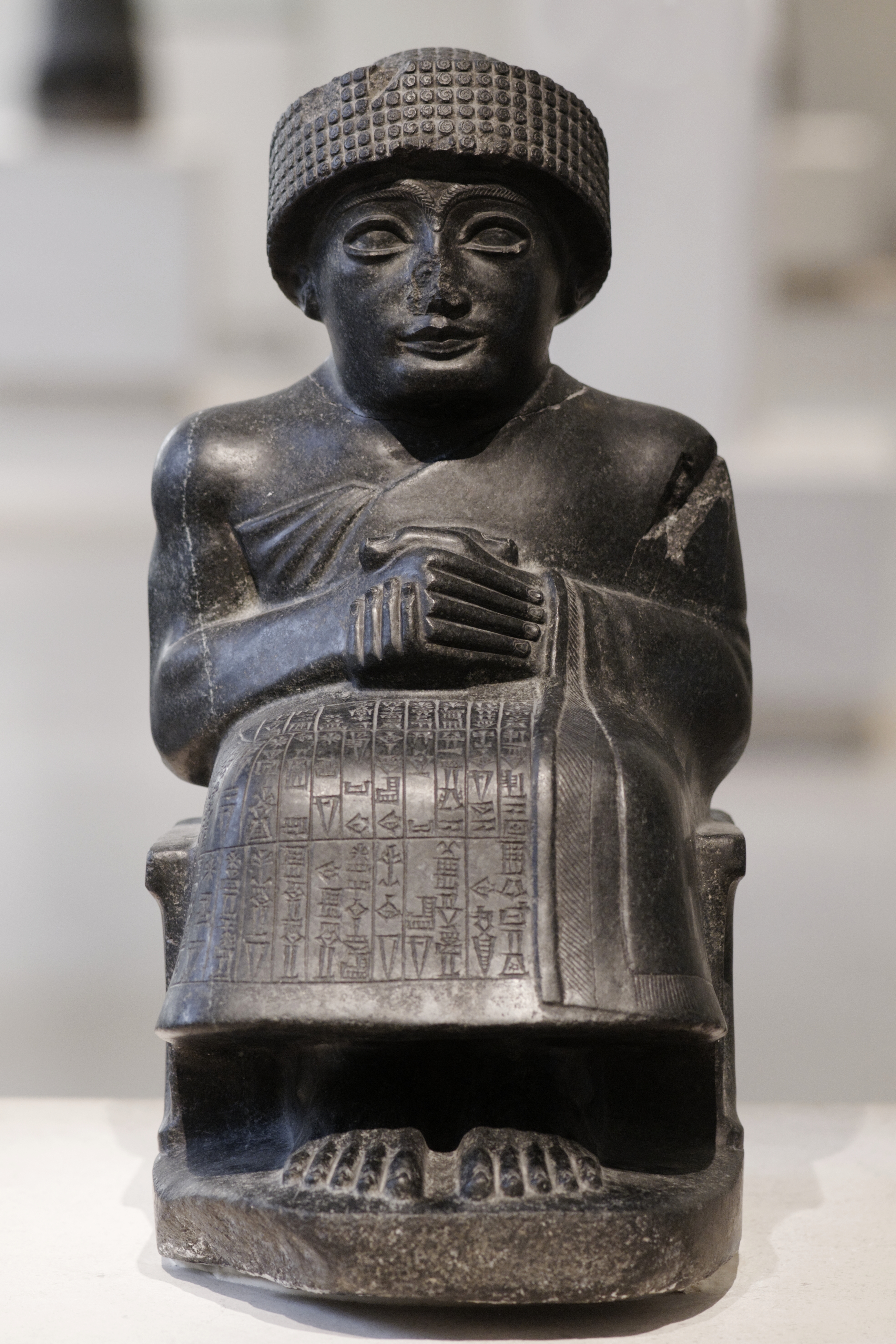
Statue assise du prince Gudea de Lagash (de 2141 à 2122 av. J.-C.). Une inscription gravée sur le pagne indique que cette statue est consacrée au dieu Ningishzida. Musée du Louvre - Paris

Mais c'est peu avant la Troisième dynastie d'Ur que l’ascension du culte de Ninghishzida à Sumer semble se produire. Elle coïncide avec son introduction au royaume de Lagash et plus spécialement par le prince Gudea qui en fait son dieu protecteur. Parallèlement, cette entrée correspond à un certain déclin des cultes de Lugal-Urukar (le nom lagashite de Dumuzi) et de Ninazu son père. C'est d'ailleurs pendant le règne de Gudea et au cours de la période la Troisième dynastie d'Ur que le culte de Ningishzida se renforce. Gudea le réorganise complètement : il fait de Geshtianna la femme du dieu et à Girsu — avec la permission de Ningirsu dieu de la ville — construit un temple à Ningishzida non loin de celui de la nouvelle femme du dieu. Pendant le règne de Gudea, Ningishzida intervient également auprès des dieux supérieurs afin qu'ils soient cléments envers le prince.
Après le règne de Gudea, les rois de Lagash construisent encore deux temples dédiés à Ningishzida dont un que le dieu partage avec son père Ninazu. Le troisième mois (qui correspond également à l'anniversaire de la mort du prince Gudea) s'ouvre un festival consacré à Ningishzida qui semble être associé à un rite de commémoration des rois de Lagash — les statues de Gudea semblent jouer un rôle dans ce festival. Ningishzida est également fêté durant le « festival de Baba à l'herbe fraîche » durant le onzième mois. À Ur, le septième mois, Ningishzida semble recevoir des offrandes dans une extension qui lui est consacrée dans le temple du dieu Nanna.
Pendant la Troisième dynastie d'Ur, à Nippur des offrandes sont faites à Ningishzida au cours du quatrième mois, parallèlement au festival de Dumuzi où l'on célèbre la mort des rois. Et d'autres offrandes à Ninazu et à Ningishzida sont exécutées dans le « lieu de libation des fantômes ». Pendant la même période, Ningishzida est également fêté à Uruk où il a une chapelle dans l'É-anna (temple considéré comme la résidence d'Ishtar et d'Anu) et à Umma, il est vénéré en même temps que Dumuzi pendant le douzième mois de l'année. À Girsu, le troisième mois de l'année, la mort de Ningishzida est célébrée par le rituel appelé « lamentations des ruelles silencieuses pour Ningishzida » qui consiste en une procession qui traverse la ville. D'autre part, Il existe un temple construit à la limite de la ville qui abrite le navire « má-gur », le bateau sur lequel Ningishzida est parti vers les Enfers dans le récit du Voyage de Ningishzida aux Enfers.
Pendant la Période paléo-baylonienne, à Ur, la statue du dieu est rituellement nettoyée dans son temple plusieurs fois reconstruit appelé « Maison de la Justice ». Il semble que Ningishzida y soit vénéré en compagnie du dieu Nin-gublaga qui y est installé depuis l'empire d'Akkad, Ningishzida n'y étant arrivé qu'à partir de la disparition de Gishbanda. Pendant la même période, son culte s'oriente davantage vers son aspect infernal : il est vénéré à Isin, à Larsa et dans un temple nommé « Maison du chambellan » à Babylone. Vers la fin de la Période paléo-babylonienne, il est également vénéré à Nippur dans le temple de la déesse Gula. Dans la partie sud ouest d'Ur il existe de petits temples dont les couches supérieures à celles de la troisième dynastie d'Ur, notamment celle d'Isin-Larsa, contiennent des cônes d'argile qui indiquent l'existence d'un temple « Enigina » dédié à Ningishzida. Ils indiquent également que le roi Rîm-Sîn a restauré celui-ci. Des inscriptions à d'autres niveaux montrent que Ninghishzida est honoré ici à travers les époques ultérieures.